# Ceibas (rijeka)
Ceibas je rijeka u Kolumbiji, pritoka rijeke Magdalene. Pripada slijevu Karipskog mora.